# John Doolittle

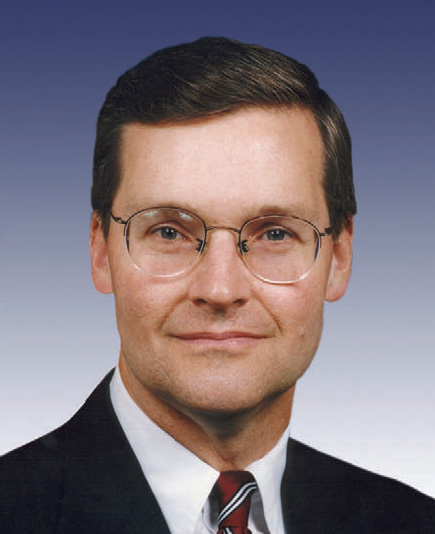
John Doolittle, 2007

John Taylor Doolittle (* 30. Oktober 1950 in Glendale, Kalifornien) ist ein US-amerikanischer Politiker. Zwischen 1991 und 2009 vertrat er den Bundesstaat Kalifornien im US-Repräsentantenhaus.

## Werdegang
John Doolittle besuchte bis 1968 die Cupertino High School und studierte danach bis 1972 an der University of California in Santa Cruz Geschichte. Nach einem anschließenden Jurastudium an der McGeorge School of Law der University of the Pacific in Stockton und seiner 1978 erfolgten Zulassung als Rechtsanwalt begann er in diesem Beruf zu arbeiten. Gleichzeitig schlug er als Mitglied der Republikanischen Partei eine politische Laufbahn ein. Zwischen 1981 und 1990 gehörte er dem kalifornischen Staatssenat an. Dort führte er von 1987 bis 1990 die republikanische Fraktion.
Größere Bekanntheit erlangte Doolittle, als er im Vorfeld der Olympischen Spiele von 1984 in Los Angeles eine Resolution in den Senat einbrachte, die Maßnahmen bis hin zum Ausschluss sowjetischer Athleten von Olympia forderte. Diese hatte ihren Ursprung in der stärker werdenden antisowjetischen Stimmung in den USA seit dem Abschuss des Korean-Airlines-Flug 007 im September 1983. Der Senat nahm die Resolution ohne Gegenstimme an. Das Organisationskomitee der Spiele versicherte zwar, allen Teilnehmern die Einreise zu garantieren, doch die nun anwachsenden gegenseitigen Ressentiments resultierten schließlich im Boykott der meisten Ostblock-Staaten.
Bei den Kongresswahlen des Jahres 1990 wurde Doolittle im 14. Wahlbezirk von Kalifornien in das US-Repräsentantenhaus in Washington, D.C. gewählt, wo er am 3. Januar 1991 die Nachfolge von Norman D. Shumway antrat. Nach acht Wiederwahlen konnte er bis zum 3. Januar 2009 neun Legislaturperioden im Kongress absolvieren. Seit 1993 vertrat er dort als Nachfolger von Victor H. Fazio den vierten Distrikt seines Staates. Er galt als konservativer Abgeordneter. In seine Zeit im Kongress fielen die Terroranschläge am 11. September 2001, der Irakkrieg und der Militäreinsatz in Afghanistan. In den letzten Jahren wurden sowohl Doolittle selbst als auch seine Frau mit dem Bestechungsskandal um Jack Abramoff in Verbindung gebracht. Sein Name tauchte auch im Zusammenhang mit anderen Korruptionsfällen auf. Im Jahr 2008 verzichtete er auf eine weitere Kandidatur.